# 유럽 고속도로 402호선
유럽 고속도로 402호선(European route E402)은 프랑스의 칼레와 르망을 이어주는 B-클래스급 고속도로로, 총 연장은 약 425 km이다. 그러나 이 고속도로는 중간에 루앙을 경유하고 있는 것으로 나와 있다.

## 경로
- 프랑스
  - E15, E40 : 칼레
  - E46 : 루앙
  - E50, E501, E502 : 르망